# Jerzy Nitrowski

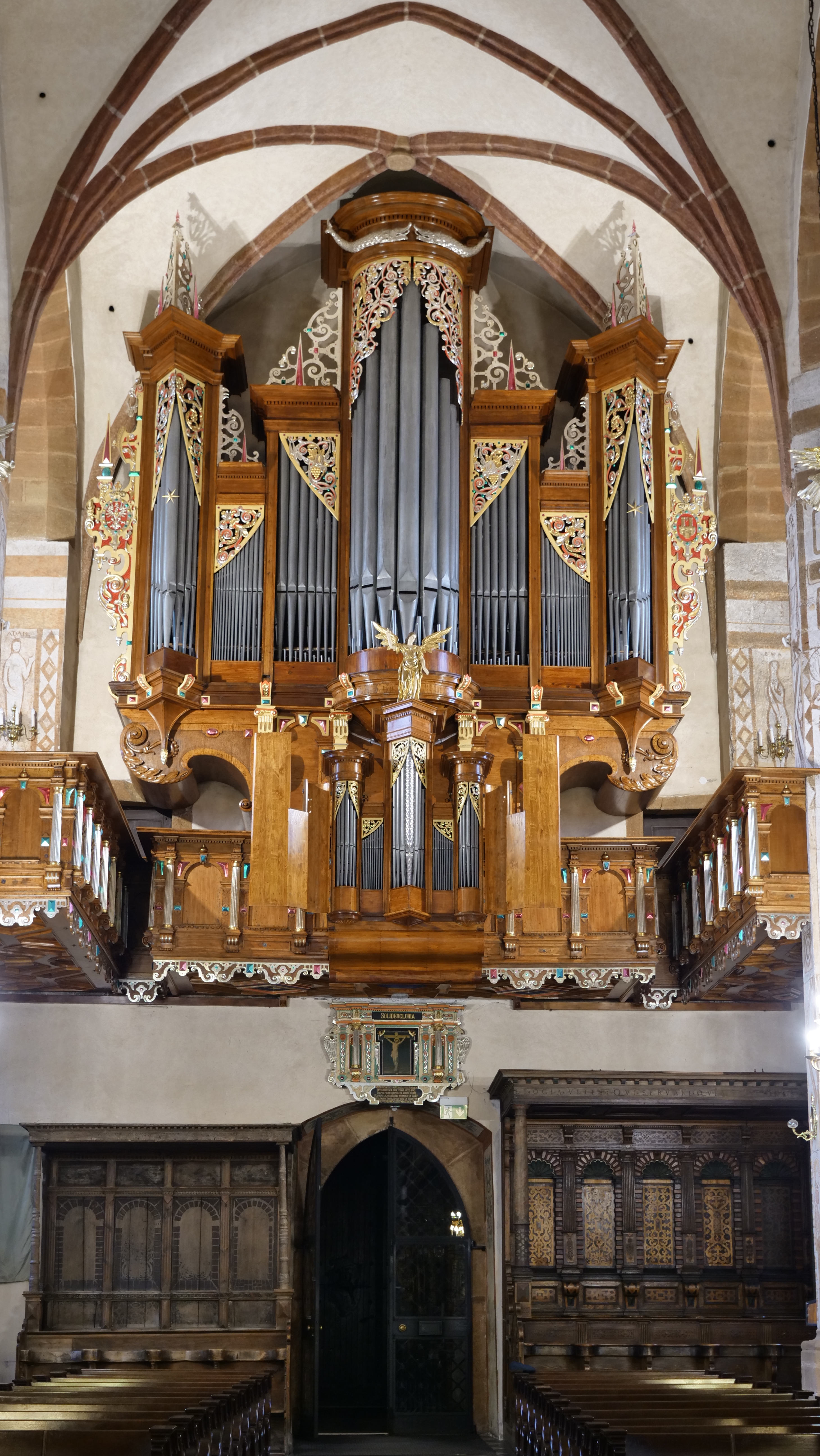
Organy Hansa Hummela i Jerzego Nitrowskiego w kościele św. Andrzeja w Olkuszu.

Jerzy Nitrowski (ur. w 1630 w Chojnicach, zm. w 1713) – polski organmistrz czynny w Gdańsku.
Od 1649 r. mieszkał w Gdańsku i pracował tam przy naprawach lub rozbudowach organów w kościołach: mariackim, św. Jana oraz św. Katarzyny, a także przeprowadził rozbudowę organów świątyni św. Bartłomieja, kończąc ją w 1660 r. 
Był ojcem gdańskich organmistrzów Andreasa i Daniela Nitrowskich.